# مبرهنة الوحدة لدركليه
في الرياضيات، مبرهنة الوحدة لديريكليه (بالإنجليزية: Dirichlet's unit theorem)‏ هي نتيجة أساسية في النظرية الجبرية للأعداد. يعود الفضل في البرهان عليها إلى يوهان بيتر غوستاف لوجون دركليه.